# Pornchai Sakuntaniyom
Pornchai Sakuntaniyom (Thai: พรชัย ศกุนตนิยม; * um 1950) ist ein ehemaliger thailändischer Badmintonspieler. Er war einer der führenden Persönlichkeiten in dieser Sportart in Thailand in den 1970er Jahren.

## Sportliche Karriere
In seiner Heimat siegte er erstmals 1973 bei den thailändischen Meisterschaften im Mixed mit Thongkam Kingmanee. Zwei Jahre später war er wieder im Mixed mit Thongkam Kingmanee und gewann zusätzlich mit Preecha Sopajaree auch das Herrendoppel. 1976 siegte er einmal mehr im Mixed, diesmal jedoch gemeinsam mit Sawanpim Saithong.
International erkämpfte er sich den Südostasienspielen 1973 im Mixed Gold mit Thongkam Kingmanee. Bei derselben Veranstaltung gab es für ihn zusätzlich noch Bronze im Doppel mit Chirasak Champakao und Gold mit dem thailändischen Männerteam. Bei den Asienspielen 1970 wurde er Dritter im Herrendoppel mit Chavalert Chumkum.